# Clyde Tolson
Clyde Anderson Tolson (22. maj 1900 – 14. april 1975) var underdirektør i det amerikanske forbundspoliti FBI fra 1930 til 1970.
Han var J. Edgar Hoovers  protégé og arving. Det er blevet antydet, at de to måske havde et forhold, senest i filmen J. Edgar (film).
Clyde Tolson er begravet på The Congressional Cemetery i  Washington D.C tæt ved J. Edgar Hoovers grav.